# Muircheartach mac Toirdhealbhach Ua Briain
Muircheartach mac Toirdhealbhach Ua Briain (mort en 1168) est brièvement  roi du Munster de 1167 à 1168.

## Contexte
À la mort de Toirdhelbach mac Diarmata Ua Briain en 1167  L'ainé de ses fils Muichertach lui succède comme roi de Munster. L'année suivante Muichertach « Héritier de l'Irlande » est tué par son cousin Conchobar un petit fils de Conchobar Ua Briain. Le meurtrier est immédiatement mis à mort ainsi que les conspirateurs qui le soutenaient par Ua Falein seigneur des Dési Muhma . la succession au trône est assurée par Domnal Mór mac Toirdeelbah Ua briain, le frère cadet du souverain assassiné;

## Postérité
Muirchertach laisse un fils :
- Donnchad tué en 1194 par son cousin Muirchertach Finn un fils de Domnall Mor O'Brien [5]